# Schunter
Die Schunter ist ein Fluss in Niedersachsen. Von ihrer Quelle bei Räbke am Höhenzug Elm bis zu ihrer Mündung in die Oker zwischen Walle und Groß Schwülper nordwestlich von Braunschweig hat sie eine Länge von circa 58 Kilometer.

## Name
Im Jahre 781 wird der Fluss als Schuntra erwähnt; 803 heißt er Scuntra. Der Name könnte auf das alt-slawische Wort Sukatora zurückzuführen sein, was bedeutet: mit vielen Winkeln, wohl ein Hinweis auf den windungsreichen Flussverlauf. Eine weitere Namensdeutung lässt sich auf das altnordische Wort scunda zurückführen. Dies bedeutet so viel wie eilen oder rasch fließen und reicht namensgeschichtlich bis 500 v. Chr. zurück.

## Geografie

### Schunterquelle
Die Quelle der Schunter liegt am Nordostfuß der wichtigsten Einsattelung des Bergzuges Elm. Dem Fluss und dem anschließenden Tal folgt eine Straße, südöstlich derer – etwa einen Kilometer oberhalb von Räbke in Höhe des Hauses Zur Schunterquelle – mehrere starke Quellen in Nähe eines Ferienhaus-Parks austreten. Das Wasser springt hier in einem meist trockenen Graben sowie in einem erdfallartigen kurzen Seitental eher unscheinbar hervor. Dennoch ist die Schüttung der aus den verkarsteten Muschelkalk-Schichten austretenden Quellen so stark, dass schon nach wenigen Metern das Bachbett zwei Meter Breite erreicht und die Wasserführung in früheren Jahrhunderten ausreichte, um dort Mühlen zu betreiben. Sauberes, reichliches Quellwasser war besonders während des 18. und 19. Jahrhunderts für die Papiermühlen in Räbke wichtig (Siehe: Räbker Mühlengeschichte). Die Schunterquelle ist ein Naturdenkmal, die Schunter mit den Mühlengräben in Räbke ein historisches Denkmal.

### Verlauf

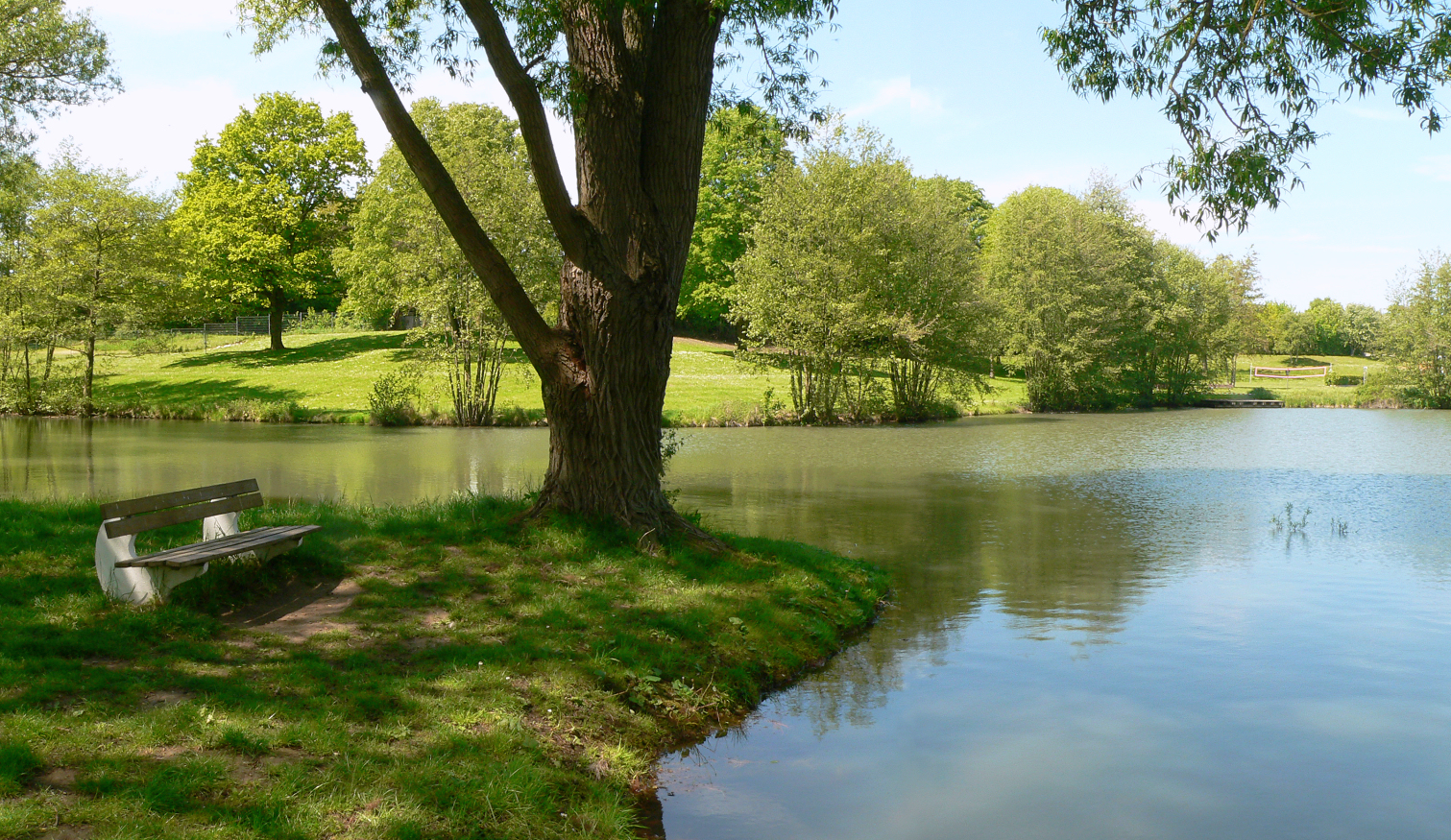
Der künstlich angelegte Schuntersee etwa 500 Meter unterhalb der Quelle

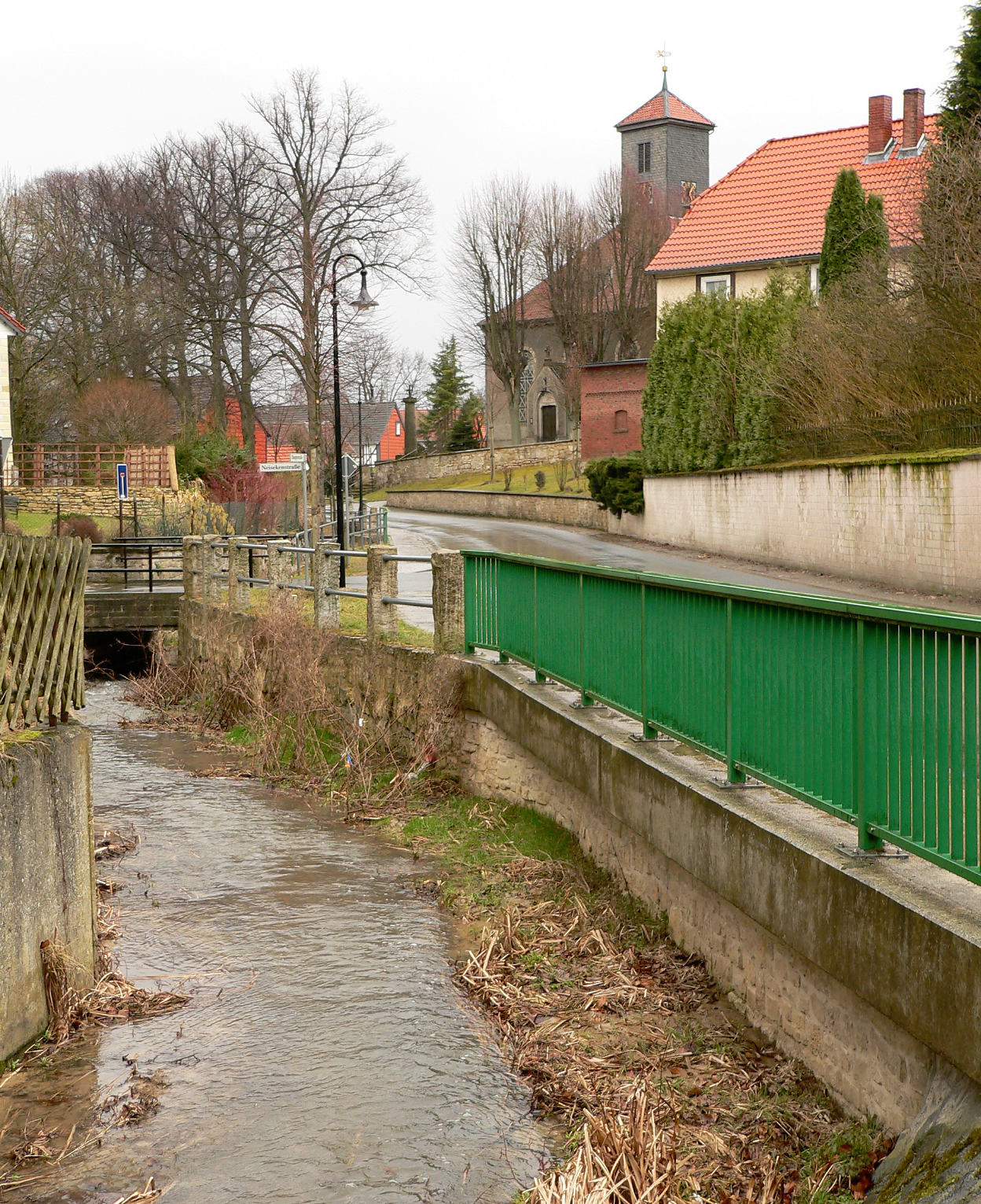
Schunter in Räbke etwa 1,5 km unterhalb der Quelle

Die Schunter fließt von ihrer Quelle zunächst in östliche Richtung durch Räbke und knickt hinter Frellstedt an der Erhebung bzw. des Waldes Elz nach Nordnordwesten ab. Dort nimmt sie von rechts die aus Warberg kommende Laagschunter auf und erreicht Süpplingenburg, wo die am Westrand des Lappwalds entspringende Lange Welle zufließt und sie in das Landschaftsschutzgebiet Mittlere Schunter eintritt. Dieses erstreckt sich bis Heiligendorf. Der Fluss folgt in nordwestlicher Richtung dem Verlauf des Dorm, bildet die Ostgrenze des Naturschutzgebietes Lutterlandbruch, hinter dem er die aus Mariental kommende Uhrau aufnimmt. Von links fließen die Lutter und weitere Bäche des nördlichen Elmrands zu. Die Schunter passiert das Landschaftsgebiet Hasenwinkel an dessen Westseite, wird ergänzt durch die Scheppau und ändert bei Hattorf die Fließrichtung nach Westen bis Flechtorf. Dort teilt sie Alt- und Neudorf und umfließt mit zwei Armen die Burg Campen. Von Hattorf bis Wendhausen fließt sie im Landschaftsschutzgebiet Schuntertal.
Sie verläuft weiter nach Südwesten und lässt Lehre südlich liegen. Vor Wendhausen teilt sie sich in einen nördlichen und südlichen Arm, die den historischen Ortskern und das Schloss Wendhausen umfließen. Vor Hondelage vereinigen sich die beiden Flussteile, passieren den Ort und im weiteren Verlauf Dibbesdorf und Querum. Sie tritt in das Landschaftsschutzgebiet Schunteraue ein, in dem von Süden die aus dem Reitlingstal stammende Wabe mündet. Die Schunter wendet sich nach Norden, passiert Rühme, Bienrode, Wenden und unterquert den Mittellandkanal. Bei der Frickenmühle nahe Thune ändert sie ihren Lauf nach Westen und passiert Harxbüttel und Walle.
Zwischen Groß Schwülper und Walle mündet die Schunter im Naturschutzgebiet Nördliche Okeraue zwischen Hülperode und Neubrück nach einem Weg von 58 Kilometern und einer überwundenen Höhendifferenz von etwa 114 Meter in die Oker. Das mittlere Gefälle beträgt 0,2 %.

### Einzugsgebiet
Die Schunter ist der längste Nebenfluss der Oker. Ihr Einzugsgebiet umfasst etwa ein Drittel des gesamten Oker-Einzugsgebietes und erweitert es nach Osten bis zum Lappwald. Ihr rechter Nebenfluss Laagschunter, westlich von Warberg, liegt diesseits der Wasserscheide zwischen dem Einzugsgebiet der Weser, zu dem die Schunter gehört, und dem der Elbe. Die nur etwas mehr als einen Kilometer östlich und ebenfalls bei Warberg entspringende Missaue fließt über die Schöninger Aue Richtung Bode und damit letztlich zur Elbe.

### Zuflüsse
Die Gewässerkennzahlen sind dem Gewässernetz des NLWKN mit Stand 2023 entnommen. In Klammern der Ort der Mündung in die Schunter.
Linke Zuflüsse
- Elmgrundbach (Räbke), GKZ 4828112
- Frellstedter Bahnhofsgraben (Frellstedt), GKZ 482814
- Schierpkebach (Süpplingen), GKZ 482816
- Lutter (Beienrode), GKZ 482836
- Heidteichsriede bzw. Kuhspringbach (Beienrode), GKZ 482838
- Scheidewellenbach/Flößgraben (Schickelsheim), GKZ 482834
- Lauinger Mühlenriede (Ochsendorf), GKZ 4828514
- Scheppau (Glentorf), GKZ 482852
- Papenhoopbach (Hattorf), GKZ 482858
- Teichgraben (Lehre), GKZ 482876
- Sandbach (Dibbesdorf), GKZ 482878
- Wabe (Braunschweig), GKZ 48288
- Mittelriede (Braunschweig), GKZ 482892
- Ohe (Schunter) (Rühme), über die Alte Schunter, GKZ 4828934

Rechte Zuflüsse
- Bischofsbergbach (Räbke), GKZ 4828114
- Hammelweggraben (Räbke), GKZ 4828116
- Laagschunter (Frellstedt), GKZ 482812
- Lange Welle (Süpplingenburg), GKZ 48282
- Fließegraben (Süpplingenburg), GKZ 482832
- Rabenbeck (Beienrode), GKZ 4828372
- Uhrau (Beienrode), GKZ 48284
- Neindorferbach (Glentorf), GKZ 482854
- Lüdjerforthsbach (Heiligendorf), GKZ 4828562
- Heiligendorferbach (Hattorf), GKZ 48286
- Hagenriede (Hondelage), GKZ 4828774
- Rohrbruchgraben (Querum), GKZ 4828776
- Kehrbeeke (Kralenriede), GKZ 4828932
- Beberbach (Braunschweig), GKZ 4828942

## Gewässerqualität

### Überwachung
Die Schunter wird bezüglich der Gewässerqualität vom Niedersächsischen Landesbetrieb für Wasserwirtschaft, Küsten- und Naturschutz (NLWKN) überwacht, der sie in zwei Wasserkörper unterteilt: Der etwa 12 Kilometer lange Oberlauf von der Quelle bis zur Einmündung der Langen Welle mit der Kennung 15059 ist vom Typ Löss-lehmgeprägter Tieflandbach, und die weiteren 46 Kilometer bis zur Mündung in die Oker unter der Nr. 15051 sind vom Typ Sand- und lehmgeprägter Tieflandfluss.
Im Quellbereich wird ein relativ naturnaher Verlauf festgestellt, jedoch fällt die Schunter im Sommer trocken. Im gesamten Flussverlauf wird die Strukturqualität als „stark geschädigt“ bewertet, was auf zahlreiche Begradigungen, Uferbefestigungen und fehlende oder mangelhafte Ufervegetation zurückzuführen ist. Viele Mängel können aber durchaus abgestellt werden.
Die chemische Qualität wird zwar insgesamt mit „gut“ angegeben, für den Orientierungswert Phosphat gibt es jedoch Grenzwertüberschreitungen. Dies ist darin begründet, dass über 56 % der chemischen Einleitungen aus Ackerflächen stammen, also aus Düngemitteln. Das gesamte ökologische Potenzial, das den Fischbestand und den Sauerstoffhaushalt mit einschließt, wird mit Stand 2009 als „unbefriedigend“ angegeben.

### Renaturierung
Seit 1994 wurden im Verlauf der Schunter zwischen Wendhausen, Hondelage, Dibbesdorf und Querum verschiedene Maßnahmen zur Renaturierung des Gewässerverlaufs ergriffen. Im Jahr 2010 wurde eine von der Stadt Braunschweig, der Bundesumweltstiftung und weiteren Förderern unterstützte umfangreiche Renaturierung im Einzugsbereich der Sandbach-Mündung abgeschlossen. Ebenfalls auf dem Gebiet der Stadt Braunschweig erfolgte die Umgestaltung im Bereich der Frickenmühle bei Harxbüttel.
Seit 2020 wurden die in den 1950er Jahren und im 19. Jahrhundert gemachten Eingriffe in die Morphologie der Schunter im Raum Braunschweig-Rühme sowie Braunschweig-Butterberg rückgängig gemacht. Ziel war es, die Auen- und Artenvielfalt der Schunter zurückzugewinnen. Dazu wurde u. a. der Verlauf der Schunter entgradigt, Flussverengungen zurückgebaut sowie die Durchgängigkeit für Fische erhöht. Die Gesamtkosten des Vorhabens wurden mit rund 3,3 Millionen Euro veranschlagt.
Im Abschnitt zwischen Ochsendorf und Beienrode wurde 2024 auf etwa zwei Kilometer Länge das Flussbett der Schunter um 700 Meter durch Mäander verlängert und durch Einbau von Strömungslenkern und Totholz naturnäher gestaltet. Das umgestaltete Areal umfasste 17 Hektar und wurde von der Stadt Königslutter und der Autobahn AG zur Verfügung gestellt. Die Kosten beliefen sich auf eine Million Euro.

## Mühlen
In der Vergangenheit diente das Wasser der Schunter auch dem Antrieb vieler Mühlen. In Räbke waren dies die Obermühle, die Amtsmahlmühle, die Mönchsmühle, die Ölmühle, die Mühle Prinzhorn, die Mittelmühle, die Wassermühle Liesebach und die Untermühle (Siehe: Räbker Mühlengeschichte). Weitere Mühlen waren die Laagmühle in Walsdorf, die Ölmühle in Frellstedt, die Obermühle in Frellstedt, die Rotemühle in Frellstedt und die Süpplinger Mühle in Frellstedt. In Süpplingenburg war es die Gutsmühle. In Groß-Steinum gab es zwei Mühlen. Weitere Mühlen waren die Ochsendorfer Mühle, die Gutsmühle in Glentorf, die Schwinkermühle in Heiligendorf, die Hattorfer Mühle, die Beienroder Mühle, die Flechtorfer Mühle, die Lehrer Mühle, die Wendhäuser Mühle, die Querumer Mühle, die Bienroder Mühle, die Wendenmühle und die Frickenmühle in Thune.

## Schifffahrt

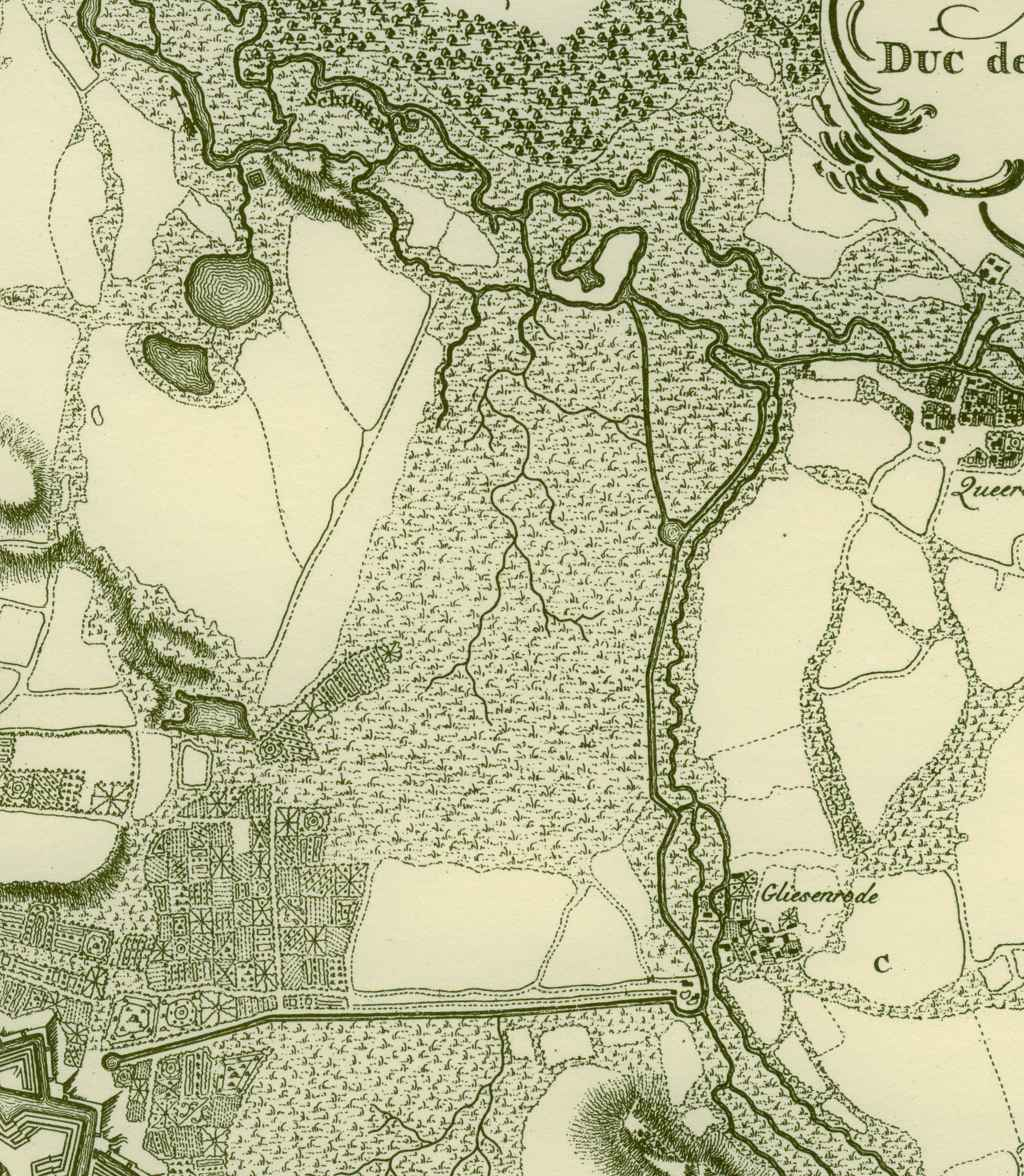
Der Schunterkanal bei Braunschweig im Jahr 1761

Ab Mitte des 18. Jahrhunderts gab es andauernde und zeitweise erfolgreiche Bemühungen im Fürstentum Braunschweig-Wolfenbüttel, die Schunter für die Flößerei von Brennholz aus dem Elm und dem Dorm zu nutzen sowie für den Transport anderer Güter wie Bauholz und Steine schiffbar zu machen – die bis zum Bau von Eisenbahnen und besseren Straßen hierfür wirtschaftlichste Transportweise.
Im Mai 1746 wurde versuchsweise Brennholz, das in Braunschweig knapp war, aus dem Dorm vom ostwärts Lehre gelegenen Campen (Rotenkamp) schunterabwärts bis Braunschweig geflößt; zuvor war schon ein Versuch mit Holz aus dem Elm von Süpplingen aus erfolgreich gewesen. Herzog Karl I. beauftragte daraufhin seinen Landbaumeister Martin Peltier de Belfort mit der Projektierung der durchgehenden Schiffbarmachung der Schunter von Braunschweig bis an den Elm, die noch 1746 bewilligt wurde. Zwischen der in die Schunter mündenden Mittelriede bei Gliesmarode und dem östlichen Stadtgebiet Braunschweigs wurde der Schunterkanal gegraben und auf dem Gebiet des heutigen Botanischen Gartens ein Holzhof angelegt. Die sechs für den Einsatz auf der Schunter gebauten Schiffe waren 11,50 Meter lang, 1,70 Meter breit und 0,60 Meter tief.
Im Januar 1748 war die Schunter von Braunschweig bis Frellstedt auf eine Breite von 2,90 Meter ausgebaut. 1758 wurde dem Rittergut Beienrode das Recht zugestanden, auf der Schunter ein eigenes Schiff ohne Zahlung von Zoll und Schleusengeld zu unterhalten; auch erhielt das Gut wie zuvor schon das weiter schunterabwärts gelegene Rittergut Hattorf einen eigenen Stapelplatz in Braunschweig.
Schifffahrt und Flößerei florierten bis in die 1770er Jahre und endeten schließlich 1788. Im Sommer 1803 wurden die Bemühungen durch die Landesherrschaft endgültig aufgegeben.

## Burgen und Sehenswürdigkeiten

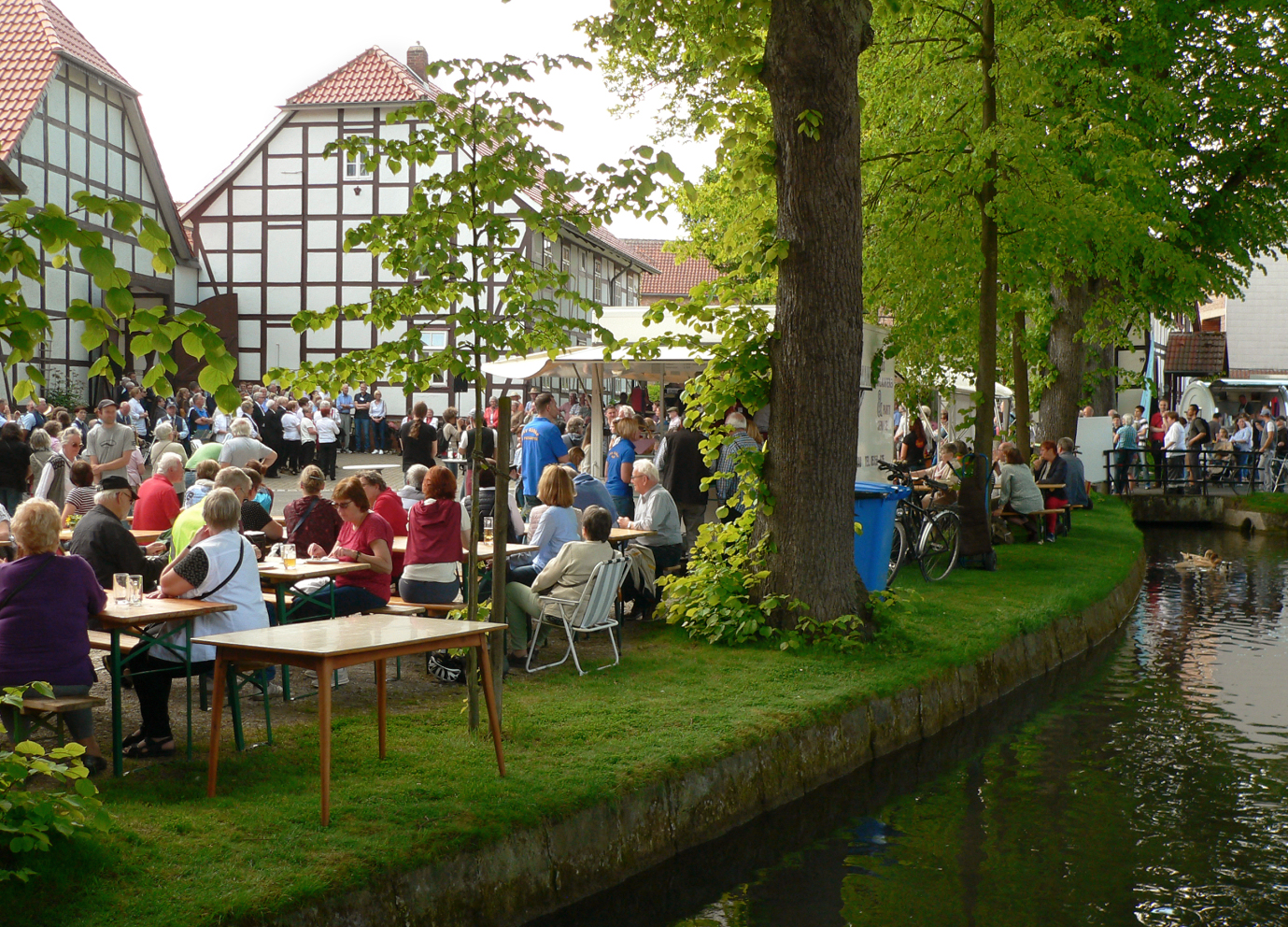
Eröffnung der Gewässerwoche Schunter an der Schunter in Räbke, 2019

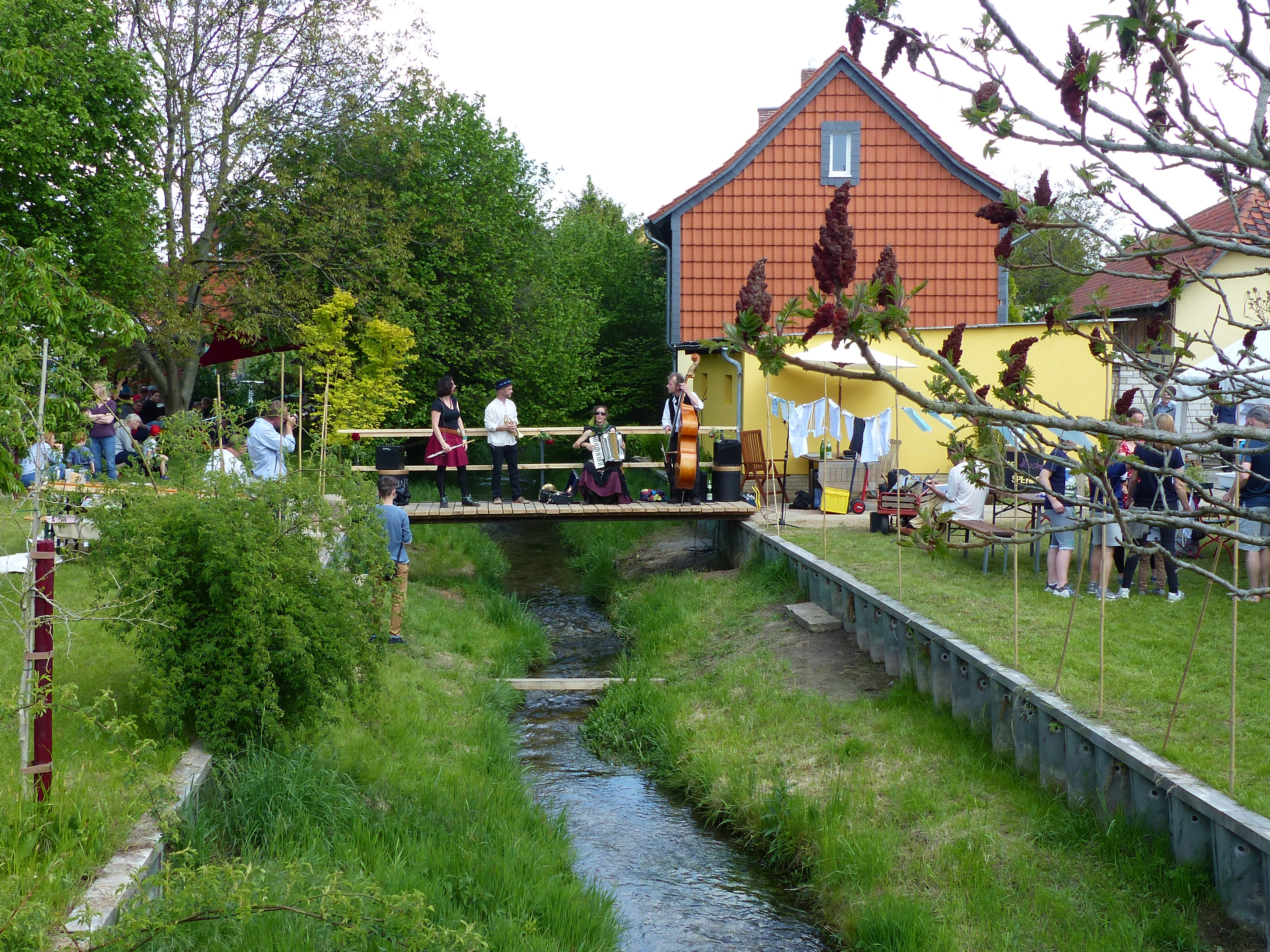
Musik über der Schunter – die Gruppe Zuna Rota beim Eröffnungsfest der Gewässerwoche Schunter in Frellstedt, 2019

Entlang der Schunter sind mehrere historische Anlagen nachgewiesen wie beispielsweise auf der Höhe von Königslutter der Ort Süpplingenburg, Stammsitz des Kaisers Lothar von Süpplingenburg. Auch das nur wenige Kilometer flussabwärts gelegene Groß Steinum am Dorm blickt auf eine Geschichte aus vorfränkischer Zeit zurück und hat ein Großsteingrab vorzuweisen.
Bei Flechtorf entstand im 13. Jahrhundert in der Schunteraue zwischen zwei Flussarmen die Burg Campen.
Im Stadtteil Querum von Braunschweig zeugt der Borwall von der frühen Besiedlung und Befestigung des Schuntergebiets. An der Mündung der Schunter in die Oker bei Walle sind noch Reste der Scheverlingenburg zu sehen. Diese ist nicht nur 1091 urkundlich erwähnt, vielmehr haben Ausgrabungen Spuren aus vorrömischer Zeit ans Licht gebracht.
Im nördlichen Stadtbereich von Braunschweig, dem Stadtbezirk Schunteraue, entstand 1937 die Schuntersiedlung. Sie ist ein kleines Stadtviertel von etwa 15 Straßen nahe der Schunter.
Seit 2018 findet im Einzugsgebiet des Flusses jährlich die Gewässerwoche Schunter mit Veranstaltungen in den Orten zwischen Quelle und Mündung statt, musste jedoch 2020 bis 2022 ausfallen.
2019 wurde der rund 70 km lange Schunter-Radweg eröffnet, der von der Mündung des Flusses in die Oker, bei Groß Schwülper, flussaufwärts zur Quelle im Elm bei Räbke führt.

## Literatur

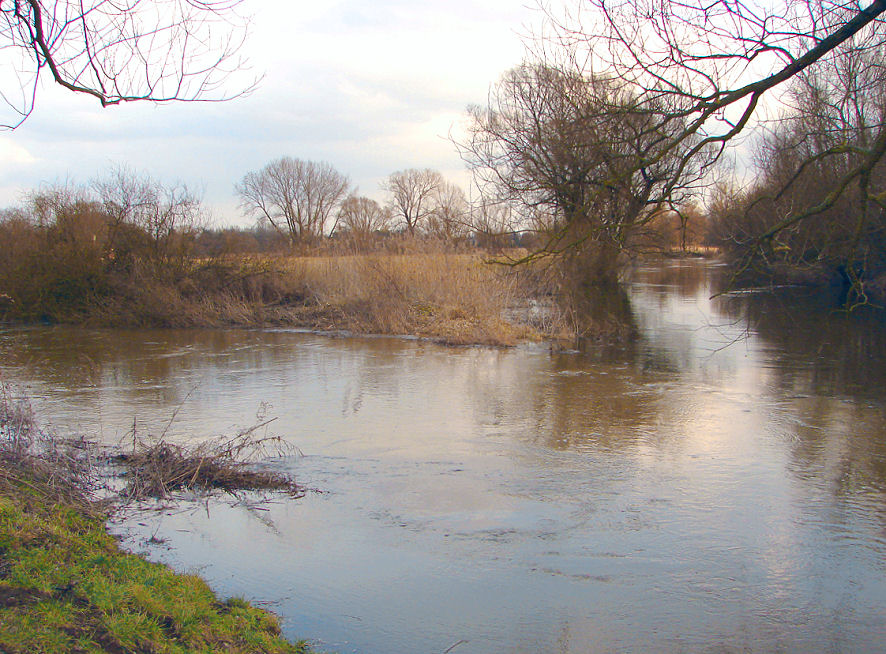
Mündung in die Oker nahe Groß Schwülper